# Море Тиррелла
59°19′ пн. ш. 84°25′ зх. д. / 59.32° пн. ш. 84.41° зх. д.
Море Тирелла названо на честь канадського геолога Джозеф Берр Тиррелл — інша назва Гудзонової затоки, за часів відступу Лаврентійського льодовикового щита.
Приблизно 8000 років тому, Лаврентійський льодовиковий щит розламується на дві частки, одна з центром над Квебеком — Лабрадором, а інша над Ківатін. Після дренування льодовикового озера Оджибвей утворилось раннє Море Тиррелла. Через пригнічення земної поверхні Лаврентійським льодовиковим щитом сучасний суходіл був на 270—280 м нижче нинішнього рівня, що робить море Тиррелла набагато більше, ніж сучасна Гудзонова затока . Дійсно, в деяких місцях берегова лінія відстоїть від сьогоденної на 100—250 км. Найбільшого розвитку море мало приблизно 7000 років тому.
Ізостатичне підняття розпочалося після відступу льодовика, в середньому 0.09 м на рік, у результаті цього швидкого регресу море повернулося до свого переддешнього стану. Але швидкість підйому знизилася з часом. Коли море Тиррелла перейшло в стадію Гудзонової затоки, сказати не можливо, через те що Гудзонова затока продовжує зменшувати свою акваторію через ізостатичний відскок.